# George Zipf

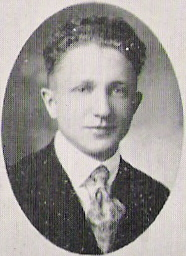
George Zipf in 1917

George Kingsley Zipf (Freeport (Illinois), 7 januari 1902 - Newton (Massachusetts), 25 september 1950) was een Amerikaans linguïst en 
filoloog die woordfrequenties in verschillende talen onderzocht. Naar hem is de wet van Zipf en de Zipfdistributie vernoemd.
Zipf studeerde aan de Harvard-universiteit en was er nadien onderzoeker en lecturer. In de jaren 1930 bestudeerde hij de woordenschat van James Joyce. Hij vond dat een relatief klein aantal woorden zeer vaak werd gebruikt, terwijl de meerderheid van woorden slechts zelden voorkwam. Bovendien bleek er een omgekeerd evenredig verband te bestaan tussen de rang r van een woord en de (relatieve) frequentie f ervan: het meest gebruikte woord in het Engels is "the", dat ongeveer tweemaal zo vaak wordt gebruikt als het tweede meest gebruikte woord, "of", en ongeveer driemaal zo vaak als het derde meest gebruikte, enzovoort. Met andere woorden het product rf is (ongeveer) gelijk aan 1. Deze wetmatigheid bleek ook op te gaan voor andere talen en voor allerlei andere situaties.